# Oromeryx
Oromeryx — вимерлий рід родини Oromerycidae. Рід містить такі види: Oromeryx plicatus. Скам'янілості виявлено в США (Колорадо, Техас, Юта) — всього 5 колекцій.